# Schubert & Salzer Firmengruppe
Die Schubert & Salzer GmbH, hervorgegangen aus der Schubert & Salzer Maschinenfabrik AG, ist eine Firmengruppe mit Hauptsitz in Ingolstadt. Unter dem Dach der Schubert & Salzer Holding firmieren die Unternehmen Schubert & Salzer Control Systems GmbH und Schubert & Salzer Data GmbH.
Schubert & Salzer ist ein Familienunternehmen. Arnold Kawlath, Bertram Kawlath und Wolfgang Betz stellen die Geschäftsführung der Holding.
Neben dem Standort Ingolstadt in Deutschland, ist das Unternehmen mit eigenen Tochtergesellschaften in Benelux, Frankreich, Großbritannien, Indien und USA vertreten. 
Der Gesamtumsatz der Gruppe lag 2023 bei über 50 Mio. Euro.

## Schubert & Salzer heute
Zur Schubert & Salzer Firmengruppe gehören heute:
Die Schubert & Salzer GmbH fungiert als Holding-Gesellschaft der Schubert & Salzer Control Systems GmbH und Schubert & Salzer Data GmbH.
Die Schubert & Salzer Control Systems GmbH mit Sitz in Ingolstadt entwickelt, fertigt und vertreibt Ventiltechnologie zum Absperren und Regeln flüssiger, dampf- bzw. gasförmiger Medien für den Einsatz in verfahrenstechnischen Prozessen. Die Absperr- und Regelventile werden beispielsweise bei der Herstellung von chemischen und pharmazeutischen Produkten, von Lebensmitteln, beim Abfüllen von Getränken oder bei der Produktion von Reifen und Kunststoffen, Stahl, Papier, Glas und Solarzellen eingesetzt.
Mit der Entwicklung des ersten eigenen digitalen Stellungsreglers Anfang der 2000er Jahre, des ersten eigenen Motorantriebs in 2013, sowie der frühen Markteinführung von Digitalisierungslösungen wie IO-Link-Integration und eines IIoT-Moduls erweitert die Schubert & Salzer Control Systems GmbH ihr Portfolio seit Jahren auch im Bereich Elektronik- und Software-Entwicklung.
Die Schubert & Salzer Control Systems GmbH unterhält folgende Tochtergesellschaften:
- Schubert & Salzer Benelux BV/SRL
- Schubert & Salzer France SARL
- Schubert & Salzer UK Limited
- Schubert & Salzer India Pvt. Ltd.
- Schubert & Salzer Inc.

Die Schubert & Salzer Data GmbH mit Sitz in Ingolstadt entwickelt ERP/PPS-Softwarelösung dataSystems, die auf die Bedürfnisse industriell fertigender mittelständischer Unternehmen ausgerichtet ist. Speziell für die Bereiche Kunststoff-Spritzguss, Gießerei, Metall- und Blechverarbeitung, sowie Metallgewebe, Maschinenbau und Automotive, wurden Add-Ons entwickelt, um die spezifischen Geschäftsprozesse dieser Branchen abbilden zu können.

## Geschichte

### Der Schubert & Salzer Textilmaschinenbau in Chemnitz

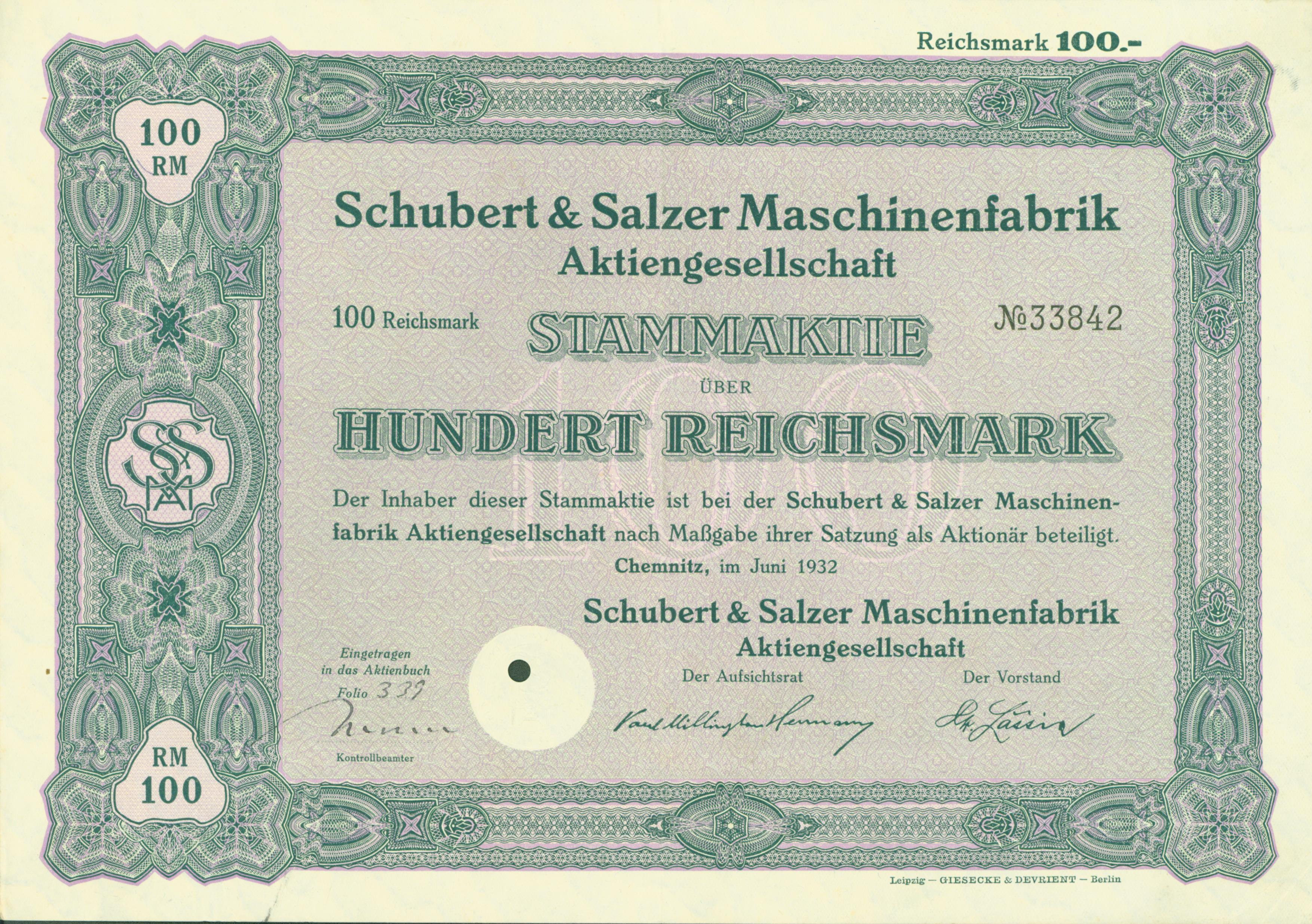
Aktie über 100 RM der Schubert & Salzer Maschinenfabrik AG vom Juni 1932

Die Geschichte von Schubert & Salzer begann 1883 mit Carl Schubert und Bruno Salzer in Chemnitz. Die damals herrschende Technisierungswelle veranlasste die beiden Schlosser eine Maschinenbaufabrik für Strumpfwirkmaschinen zu gründen. Die Produktion erfolgte zunächst in einem kleinen Hintergebäude der Chemnitzer Poststraße 69. Die dort entstandenen Flachwirkmaschinen, nach dem Vorbild des Engländers Arthur Paget, waren binnen kurzer Zeit am Markt so erfolgreich, dass die Firma bald expandierte.
1887 erwarben die beiden Gründer ein Areal an der Adorfer Straße von 4.880 m², wo die erste Fabrik entstand. 1889 wurde die Firma mit einem Grundkapital von 500.000 Goldmark Aktiengesellschaft und nannte sich von da an Chemnitzer Wirkmaschinenfabrik AG.

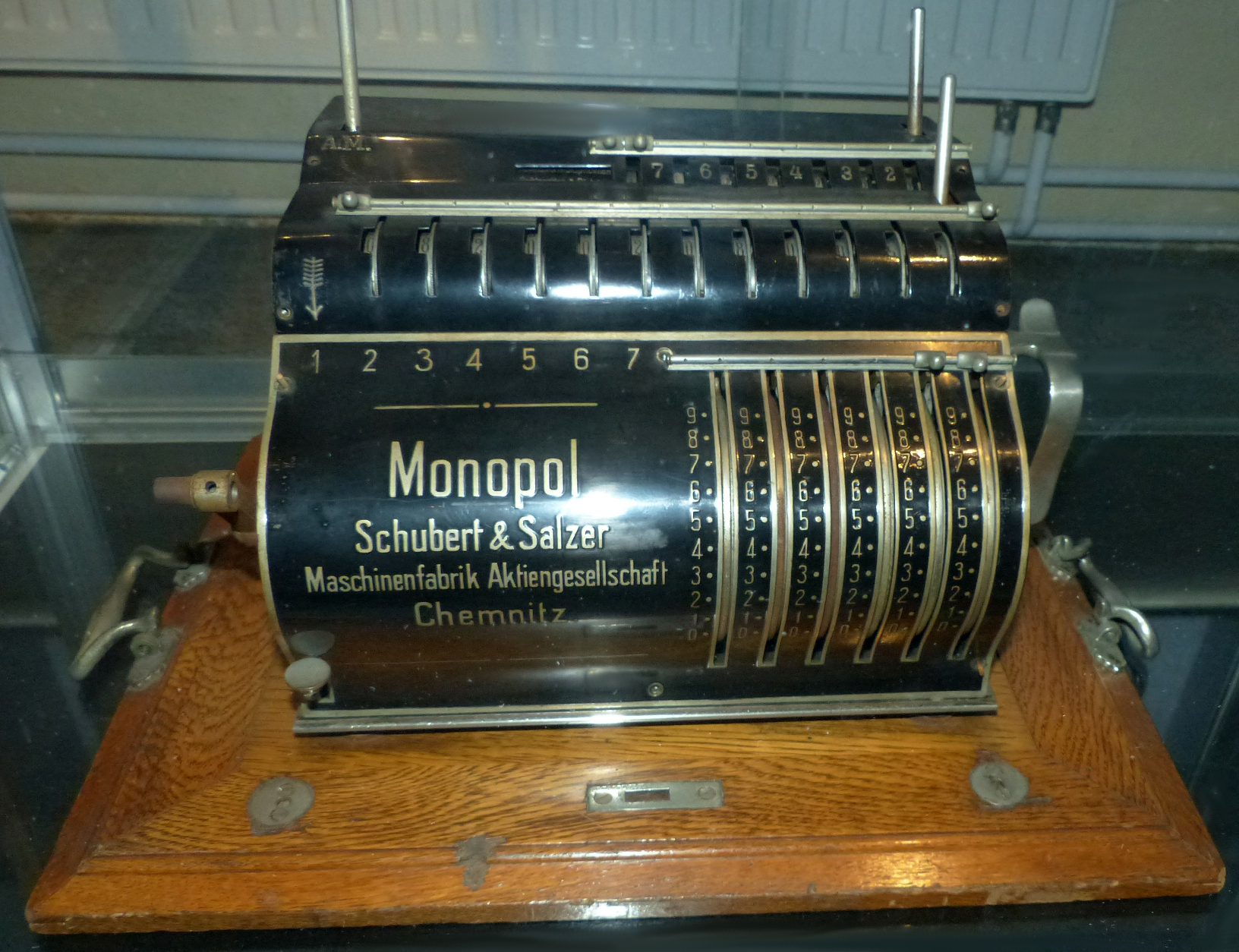
Kassen- und Rechenmaschine Monopol mit neuem Firmen-Namen.

Um die Wende vom 19. zum 20. Jahrhundert umfasste das Fertigungssortiment: Wirkmaschinen aller Art, Jaquard-Petinet-Maschinen, Tüll-, Kettel-, Näh- und Spulmaschinen sowie Gardinenstühle und Präzisionswerkzeugmaschinen für verschiedene Anwendungen. Die kurzzeitige Aufnahme der Produktion von Fahrrädern und Registrierkassen führte 1904 zur erneuten Änderung des Firmennamens in Schubert & Salzer Maschinenfabrik AG.

### Der Einstieg in die Gussfertigung
Da die damaligen Textilmaschinen zu einem Großteil aus Gussteilen und Stahl bestanden, stieg der Bedarf mit zunehmender Sortimentsbreite an. Dies führte dazu, dass Schubert & Salzer 1907 die Hugo Schreiter Eisen- und Metallgießerei und 1916 die C. E. Seidel Eisengießerei, beide ansässig in Chemnitz, übernahm.

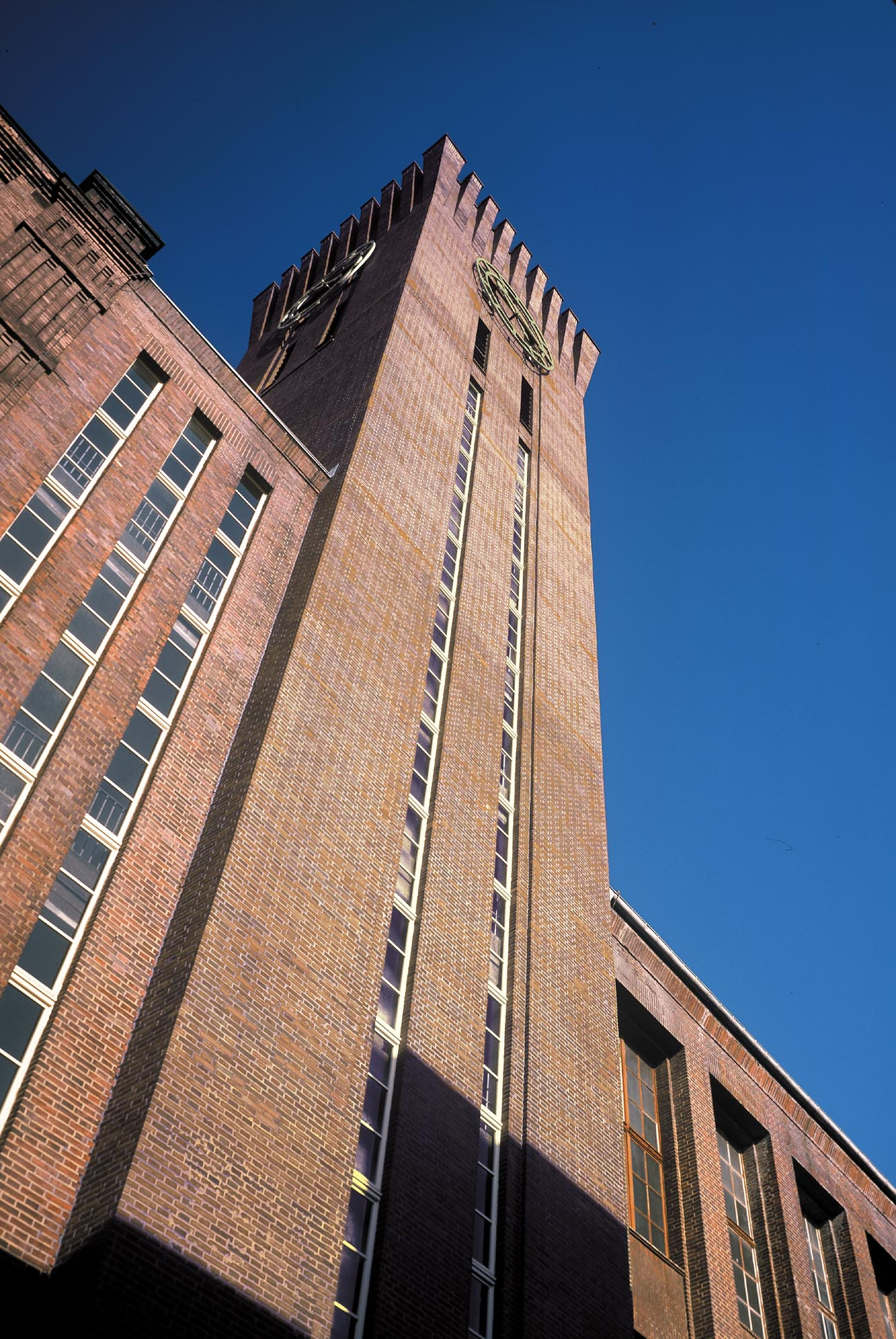
Der Wirkturm in Chemnitz zählt heute zu den bedeutendsten Industriedenkmälern Deutschlands.

Trotz Weltwirtschaftskrise entwickelte sich das Geschäft positiv und die Betriebsstätten dehnten sich weiter aus. So stieg die Zahl der Chemnitzer Beschäftigten von 1800 (1908) auf 6500 (1929). 1927 entstand der Abschnitt G mit seinem 63 Meter hohen expressionistischen Uhrturm (mit zwei Glocken der Mitteldeutschen Stahlwerke Lauchhammer). Die an die Turmbauten in Norditalien angelehnte Bauweise ist ein Werk des Architekten Erich Basarke. Der Wirkturm von Chemnitz prägt noch heute das Stadtbild.

### Der Schubert & Salzer Spinnereimaschinenbau in Ingolstadt
1938 erwarb Schubert & Salzer die Aktienmehrheit der DESPAG (Deutsche Spinnereimaschinen AG Ingolstadt). Es handelte sich hierbei um die seit 1885 in Ingolstadt ansässige ehemalige Königliche Bayrische Geschützgießerei. Diese war, unter staatlicher Verwaltung des Königreichs Bayern, in eine leistungsfähige Spinnereimaschinenbaufabrik umstrukturiert worden.
Die Eisen- und Stahlgießerei war bereits nach dem Ersten Weltkrieg und am Ende des Königreichs Bayern auf Kundengussproduktion, die sogenannte Friedensproduktion umgestellt worden und lieferte nun die für die Spinnereimaschinen benötigten Gussteile. Ein weiteres Standbein der Gießerei war damals die Herstellung von Wasser- und Dampfarmaturen.

### Neuanfang nach 1945
Trotz Einbindung in Rüstungsaufgaben blieb der Textilmaschinenbau während des Zweiten Weltkrieges dominierend. Sowohl Textilmaschinen als auch Armaturen gingen fast ausschließlich in den Export.
Nach Kriegsende profitierte die Ingolstädter Produktion davon, der einzige in Deutschland erhalten gebliebene Spinnereimaschinenbau zu sein. Die Chemnitzer Betriebsteile dagegen wurden bereits 1946 in Volkseigentum überführt. Am 17. August 1948 wurde die Firma Schubert & Salzer Maschinenbau AG auf Anordnung der sächsischen Landesregierung in Dresden aus dem Handelsregister gestrichen und die Geschäftsteile verschiedenen Großunternehmen in der ehemaligen DDR, unter anderem dem späteren Kombinat Textima zugeordnet. Ingolstadt wurde daraufhin der neue Hauptsitz und stellte neben Eisenguss- ab 1952 auch Feingussprodukte her.

### Umstrukturierung zur Schubert & Salzer GmbH
Ab 1981 war Hans Ziechnaus Vorstandsvorsitzender der Schubert & Salzer Maschinenfabrik AG in Ingolstadt. 1987 erwarb die Schweizer Maschinenfabrik Rieter mit Sitz in Winterthur die Mehrheit der Aktien an der Schubert & Salzer Maschinenfabrik AG. Drei Jahre später, 1991, erwarben Dr. Arnold Kawlath und die Deutsche Beteiligungsgesellschaft die Guss- und Armaturenbereiche von Schubert & Salzer. Unter der Holding der Schubert & Salzer GmbH entstand eine Firmengruppe, die aus vier Unternehmen bestand: Schubert & Salzer Eisenguss GmbH, Schubert & Salzer Feinguss GmbH, Schubert & Salzer Ingolstadt-Armaturen GmbH und Schubert & Salzer Control Systems GmbH. 

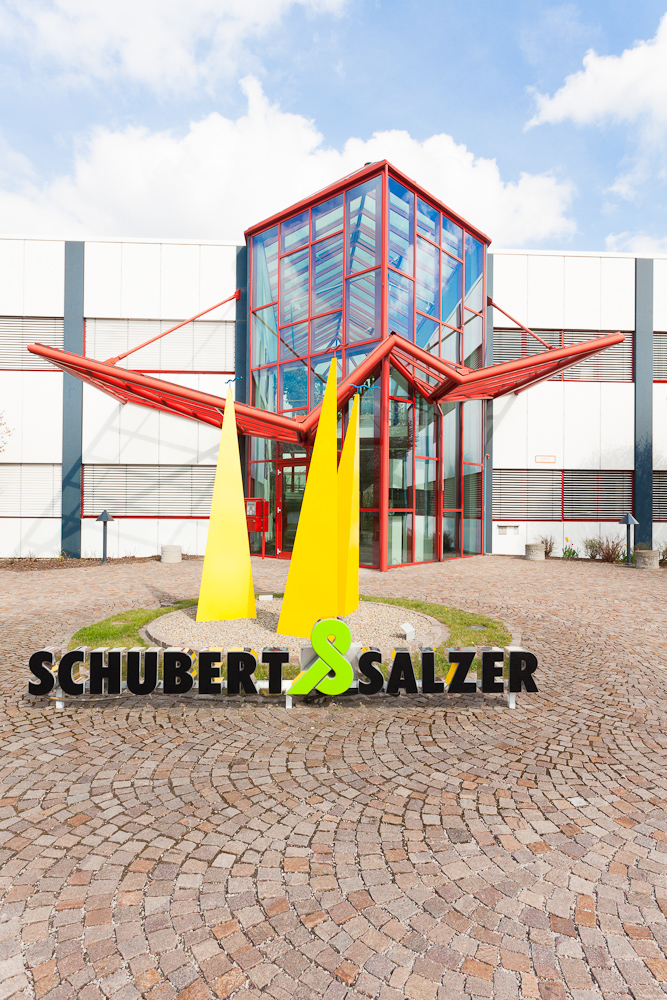
Der Hauptsitz der Schubert & Salzer Firmengruppe in Ingolstadt

Im Zuge der Deutschen Einheit erwarb die Schubert & Salzer Firmengruppe 1991 zunächst die Sphärogießerei der GISAG AG in Leipzig und die Feingusswerk Lobenstein GmbH in Thüringen. Das Werk in Bad Lobenstein wurde alsbald der Hauptstandort für die Produktion von Feinguss. 1993 erfolgte die Verlagerung der Produktion von Ingolstadt nach Thüringen. In die Gießerei in Leipzig wurde in den Folgejahren in Neubauten und moderne Ausstattung, unter anderem in eine Heinrich-Wagner-Sinto-Formanlage, investiert. 1994 folgte der Erwerb der zweitältesten deutschen Gießerei, der Eisenwerk Erla GmbH in Sachsen, gegründet 1330. Gleichzeitig wurde in Großbritannien die Tochtergesellschaft Schubert & Salzer UK Ltd. gegründet. Auch in Erla wurde investiert und 1995 erfolgte schließlich die Verlagerung sämtlicher verbliebener Gießereiaktivitäten von Ingolstadt nach Erla. Im selben Jahr wurde die Schubert & Salzer Großteile-Eisengießerei in Leipzig an die Georg Fischer AG veräußert.
In Ingolstadt wurden 1996 alle angemieteten Gebäude aufgegeben und ein eigenes Firmengelände in der Bunsenstraße 38 bezogen. 1997 wurde die Tochtergesellschaft Schubert & Salzer France SARL gegründet, gefolgt von der Gründung der Data GmbH 1998 und der Schubert & Salzer Inc. in Concord N.C., USA im Jahr 1999.
Mit dem Verkauf des Hauswasser- und Sicherungsarmaturenbereichs 1998 an den britischen Delta Konzern wurde auch dieser Geschäftsbereich neu strukturiert. Der Bereich Industriearmaturen (Schubert & Salzer Control Systems GmbH) verblieb in der Unternehmensgruppe.
2004 wurde das Unternehmen ein reines Familienunternehmen. 2007 folgte die Gründung der Tochtergesellschaft Schubert & Salzer Benelux BVBA/SPRL. Die Schubert & Salzer Eisenwerk Erla GmbH wurde im gleichen Jahr von der indischen Sanmar-Gruppe gekauft. Ein Indisches Liaison-Office der Schubert & Salzer Control Systems GmbH in Mumbai bestand von 2011 bis zur Gründung der Tochtergesellschaft Schubert & Salzer India Private Limited im Jahr 2017. Im Jahr 2023 wurden die Anteile an der Feingießerei in Bad Lobenstein veräußert.

### Ventiltechnologie und ERP-Software
2017 wurde am Standort Ingolstadt ein neues Kundenschulungszentrum mit integriertem Wasserprüfstand errichtet.
2018 wurde die Software dataSystems von Schubert & Salzer relauncht und seitdem kontinuierlich um neue Funktionen für moderne Fertigungsunternehmen, insbesondere für mobiles Arbeiten, Chargenrückverfolgung und Ressourcenplanung erweitert.
2021 nahm die Schubert & Salzer Inc. in Concord N.C., USA, die eigenständige Fertigung von Gleitschieberventilen speziell für den amerikanischen Markt auf. Neben Ingolstadt bildet Concord damit den zweiten Produktionsstandort für die Absperr- und Regelventile von Schubert & Salzer.
Mit der vollständigen Erneuerung der am Produktionsstandort Ingolstadt befindlichen Energiezentrale mit Blockheizkraftwerk und Kraft-Wärme-Kopplung im Jahr 2023, wurde auch ein moderner Dampfprüfstand zu Forschungs- und Entwicklungszwecken in Betrieb genommen.

## Sonstiges
Das ehemalige Gießereigebäude von Schubert & Salzer in Chemnitz zählt heute zu den industriellen Kulturdenkmälern. Die damaligen Direktoren von Schubert & Salzer legten Wert auf Gestaltung. Art und Aufmachung der im Jugendstil vorgelegten Schrift über Schubert & Salzer aus dem Jahre 1927 zeigen, dass die Verantwortlichen künstlerische Arbeiten zu würdigen wussten. Der berühmte Fotograf Albert Renger-Patzsch fertigte in den Jahren von 1955 bis 1966 etwa 1500 Industriefotos von Schubert & Salzer an, die sich heute zum Großteil im Museum Ludwig in Köln befinden.
Ferner geht die Geschichte des Chemnitzer Bärenbrunnens auf den Firmengründer Bruno Salzer zurück, der sich sowohl für die Gesellschaft als auch für die Kunst engagierte. Im Dezember 1913 erwarb er den Bärenbrunnen des Künstlers Otto Pilz und schenkte ihn der Stadt. Die Bärenplastik wurde jedoch im Jahr 2000 von Unbekannten gestohlen. Im Jahr 2023 wurde der Brunnen durch eine Spendenaktion nach historischen Vorlagen rekonstruiert. Anlässlich des 140-jährigen Firmenjubiläums ließ Schubert & Salzer, als einer der Hauptspender, die Skulptur neu gießen und brachte sie ins Stadtbild zurück.